# Paracanthon hirsutus
Paracanthon hirsutus är en skalbaggsart som beskrevs av Renaud Maurice Adrien Paulian 1939. Paracanthon hirsutus ingår i släktet Paracanthon och familjen bladhorningar. Inga underarter finns listade i Catalogue of Life.